# Rambo (computerspel)
Rambo is een computerspel dat in 1985 werd ontwikkeld voor de MSX. Het actiespel begint waarbij Rambo slechts is uitgerust met een mes. Later in het spel kunnen andere wapens worden bemachtigd zoals handgranaten, pijlen en een raketwerper. Het spel kent puzzels waarbij uitgedacht moet worden hoe tot het einde te komen. Ook kent het spel verschillende eindescenario's. Het beste einde is samen met het meisje veilig te ontsnappen.